# Nobuhiro Ueno
Nobuhiro Ueno (jap. 上野 展裕, Ueno Nobuhiro; * 26. August 1965 in Kōka) ist ein ehemaliger japanischer Fußballspieler.

## Karriere

### Verein
Ueno spielte in der Jugend für die Waseda-Universität. Er begann seine Karriere bei All Nippon Airways, wo er von 1988 bis 1991 spielte. 1991 folgte dann der Wechsel zu Sanfrecce Hiroshima. 1994 beendete er seine Spielerkarriere.

### Nationalmannschaft
Ueno wurde 1988 in den Kader der japanischen B-Fußballnationalmannschaft berufen und kam bei der Asienmeisterschaft 1988 zum Einsatz.